# Kubok SSSR 1976
La Kubok SSSR 1976 fu la 35ª edizione del trofeo. Vide la vittoria finale della Dinamo Tbilisi, al suo primo titolo.

## Formula
Come nella stagione precedente la coppa fu organizzata su sei turni, ma da questa stagione la partecipazione fu allargata anche a sei squadre provenienti dalla Vtoraja Liga.
Al torneo parteciparono quindi Dinamo Machačkala, Uralec Nižnij Tagil, Amur Blagoveščensk, Žalgiris Vilnius, Kryvbas e Jangier della Vtoraja Liga 1976, le 20 formazioni di Pervaja Liga 1976 e le 16 formazioni delle due edizioni di Vysšaja Liga; in particolare le formazioni di Vtoraja e Pervaja Liga entrarono in gioco tutte nel primo turno, mentre le squadre di Vysšaja furono tutte ammesse direttamente al secondo turno, tranne la Dinamo Kiev, vincitrice l'anno precedente del campionato, che entrò in scena direttamente ai quarti.
Al termine dei tempi regolamentari in caso di parità venivano disputati i supplementari; in caso di ulteriore parità si procedeva a battere i tiri di rigore.

## Primo turno
Le gare furono disputate il 21 marzo 1976.
| Squadra 1                | Risultato       | Squadra 2            |
| ------------------------ | --------------- | -------------------- |
| Qairat                   | 1 – 0           | Spartak Ordžonikidze |
| Zvezda Perm'             | 3 – 1           | Žalgiris             |
| Terek Groznyj            | 1 – 1 (4-5 dcr) | Jangier              |
| Amur Blagoveščensk       | 1 – 0           | Kuzbass Kemerovo     |
| Neftçi Baku              | 2 – 1 (dts)     | Kolchozči Aşgabat    |
| Daugava Rīga             | 0 – 1           | SKA Rostov           |
| Tavrija                  | 3 – 0           | Spartak Nal'čik      |
| Uralec-TS Nižnij Tagil   | 1 – 2           | Šinnik               |
| Nistru Kišinëv           | 2 – 1           | Rubin                |
| Kryvbas                  | 0 – 1           | Metalurh Zaporižžja  |
| CSKA Pamir               | 1 – 2           | T'orp'edo Kutaisi    |
| Spartak Ivano-Frankivs'k | 2 – 0           | Kuban'               |
| Paxtakor                 | 4 – 0           | Dinamo Machačkala    |

## Secondo turno
Le gare furono disputate tra il 27 e il 29 marzo 1976.
| Squadra 1                | Risultato       | Squadra 2                |
| ------------------------ | --------------- | ------------------------ |
| T'orp'edo Kutaisi        | 0 – 1           | CSKA Mosca               |
| Zenit Leningrado         | 1 – 1 (3-2 dcr) | Spartak Ivano-Frankivs'k |
| SKA Rostov               | 0 – 1           | Ararat                   |
| Šinnik                   | 0 – 2           | Lokomotiv Mosca          |
| Nistru Kišinëv           | 0 – 1           | Torpedo Mosca            |
| Dnepr                    | 2 – 0           | Zvezda Perm'             |
| Spartak Mosca            | 3 – 4 (dts)     | Tavrija                  |
| Jangier                  | 0 – 1           | Čornomorec'              |
| Karpaty                  | 1 – 0           | Paxtakor                 |
| Dinamo Mosca             | 1 – 0           | Qairat                   |
| Metalurh Zaporižžja      | 1 – 1 (4-5 dcr) | Dinamo Tbilisi           |
| Zorja                    | 2 – 1           | Amur Blagoveščensk       |
| Kryl'ja Sovetov Kujbyšev | 3 – 1           | Dinamo Minsk             |
| Šachtar                  | 1 – 0           | Neftçi Baku              |

## Ottavi di finale
Le gare furono disputate tra il 5 e il 27 maggio 1976.
| Squadra 1       | Risultato   | Squadra 2                |
| --------------- | ----------- | ------------------------ |
| Zorja           | 0 – 1 (dts) | Šachtar                  |
| Lokomotiv Mosca | 0 – 1 (dts) | Ararat                   |
| Karpaty         | 1 – 0       | Kryl'ja Sovetov Kujbyšev |
| Dinamo Tbilisi  | 3 – 0       | Zenit Leningrado         |
| Tavrija         | 0 – 1       | Dnepr                    |
| CSKA Mosca      | 2 – 1       | Torpedo Mosca            |
| Čornomorec'     | 2 – 3 (dts) | Dinamo Mosca             |

## Quarti di finale
Le gare furono disputate tra il 4 giugno e il 3 luglio 1976.
| Squadra 1      | Risultato       | Squadra 2   |
| -------------- | --------------- | ----------- |
| Dnepr          | 2 – 1           | Dinamo Kiev |
| Dinamo Tbilisi | 2 – 1           | Karpaty     |
| Dinamo Mosca   | 0 – 0 (2-3 dcr) | Šachtar     |
| Ararat         | 2 – 1           | CSKA Mosca  |

## Semifinali
Le gare furono disputate il 30 agosto 1976.
| Squadra 1 | Risultato | Squadra 2      |
| --------- | --------- | -------------- |
| Ararat    | 2 – 1     | Dnepr          |
| Šachtar   | 0 – 2     | Dinamo Tbilisi |

## Finale
| Mosca 3 settembre 1976, ore ?:?                                                     | Dinamo Tbilisi | 3 – 0 referto | Ararat | Stadio Centrale Lenin (45000 spett.) |
| \| \| \| \| \| Q'ipiani 27’ Kanteladze 64’ (rig.) Chelebadze 68’ \| Marcatori \| \| |                |               |        |                                      |
|                                                                                     |                |               |        |                                      |
| Q'ipiani 27’ Kanteladze 64’ (rig.) Chelebadze 68’                                   | Marcatori      |               |        |                                      |